# I'm the One
"I'm the One" é uma canção gravada pelo entertainer norte-americano DJ Khaled com a participação do cantor canadiano Justin Bieber e os também rappers Quavo, Chance the Rapper, e Lil Wayne, tendo sido co-composta pelos quatro juntamente com mais quatro colaboradores. O tema foi inicialmente anunciado em Fevereiro de 2017 através de publicações de fotos do vídeo musical através do Instagram de Khaled e oficialmente divulgado a partir de 28 de Abril de 2017 como o segundo single do décimo álbum de estúdio de Khaled, Grateful (2017), através das ditribuidoras fonográficas We The Best e Epic. Segundo Khaled, Quavo completou o seu verso para a canção em apenas cinco minutos após ouvir à instrumental. 
O vídeo musical, realizado por Eif Rivera e filmado em uma mansão de luxo em Malibu, Califórnia, foi publicado no perfil do YouTube de Khaled no dia do lançamento do single. As modelos Alexa Lawrence e Iryna Ivanova, bem como os colegas de banda de Quavo Offset e Takeoff, fazem aparições no vídeo.

## Desempenho nas tabelas musicais
Nos Estados Unidos, "I'm the One" estreou no topo da tabela de singles oficial, tornando-se no primeiro número um de Khaled, Chance the Rapper, e Quavo (como um artista a solo). Tornou-se ainda no primeiro número um de hip hop desde "Not Afraid" (2010) de Eminem, no quarto número um da carreira de Bieber e no terceiro de Lil Wayne, que não alcançava o número um da tabela desde "Down" (2009). No Reino Unido, também estreou no primeiro posto da tabela oficial de singles, marcando a quinta vez de Bieber e a primeira para os restantes. Em outros lugares, consegui liderar as tabelas musicais de países como a Austrália, Escócia e Canadá.
| País — Tabela musical (2017)                          | Posição de pico |
| ----------------------------------------------------- | --------------- |
| Austrália — ARIA Top 100 Singles Chart                | 1               |
| Austrália — ARIA Top 100 Urban Singles Chart          | 1               |
| Áustria — Ö3 Austria Top 40 Singles                   | 2               |
| Bélgica (Flandres) — Ultratop 50 Singles              | 10              |
| Bélgica (Flandres) — Ultratop 50 Urban Singles        | 2               |
| Bélgica (Valónia) — Ultratop 50 Singles               | 17              |
| Brasil — Brasil Hot 100 Airplay (Billboard)           | 100             |
| Canadá — Hot 100 (Billboard)                          | 1               |
| Canadá — CHR/Top 40 Airplay (Billboard)               | 4               |
| Canadá — Hot AC Airplay (Billboard)                   | 34              |
| Comunidade dos Estados Independentes — Tophit         | 276             |
| Colômbia — Top 100 (National-Report)                  | 46              |
| República Checa — Rádio Top 100 Oficiální (FIIF)      | 9               |
| República Checa — Singles Digital - Top 100 (FIIF)    | 3               |
| Dinamarca — Singles Top-40 (Hitlisten)                | 2               |
| Finlândia — Suomen virallinen singlelista             | 5               |
| França — Top Singles (SNEP)                           | 11              |
| Alemanha — Top 100 Singles (GfK Entertainment Charts) | 4               |
| Hungria — Radiós Top 40 (MAHASZ)                      | 29              |
| Hungria — Single Top 40 (MAHASZ)                      | 12              |
| Hungria — Stream Top 40 (MAHASZ)                      | 5               |
| Irlanda — Singles Chart (IRMA)                        | 2               |
| Itália — Top Singoli (FIMI)                           | 20              |
| Japão — Hot 100 (Billboard)                           | 46              |
| Látvia — Latvijas Top 40 (Latvijas Radio 5)           | 17              |
| Líbano — The Official Lebanese Top 20                 | 3               |
| Malásia — RIM                                         | 4               |
| Países Baixos — Nederlandse Top 40                    | 2               |
| Países Baixos — Single Top 100                        | 4               |
| Nova Zelândia — Top 40 Singles Chart (RMNZ)           | 1               |
| Noruega — Topp 40 Singles (VG-lista)                  | 3               |
| Paraguai — Monitor Latino                             | 11              |
| Filipinas — Hot 100 (Billboard)                       | 2               |
| Portugal — Top 100 Singles (AFP)                      | 3               |
| Escócia — Singles Chart (OCC)                         | 1               |
| Eslováquia — Rádio Top 100 (FIIF)                     | 45              |
| Eslováquia — Singles Digital - Top 100 (FIIF)         | 4               |
| Eslovênia — SloTop50                                  | 46              |
| Coreia do Sul — International Download Chart (Gaon)   | 7               |
| Espanha — Top 100 Canciones (PROMUSICAE)              | 11              |
| Suécia — Singles Top 100 (Sverigetopplistan)          | 2               |
| Suíça — Singles Top 75 (Schweizer Hitparade)          | 6               |
| Reino Unido — Singles Chart (OCC)                     | 1               |
| Estados Unidos — Billboard Hot 100                    | 1               |
| Estados Unidos — Adult Top 40 (Billboard)             | 21              |
| Estados Unidos — Hot Dance Club Songs (Billboard)     | 33              |
| Estados Unidos — Hot R&B/Hip-Hop Songs (Billboard)    | 1               |
| Estados Unidos — Mainstream Top 40 (Billboard)        | 3               |
| Estados Unidos — Rhythmic Songs (Billboard)           | 1               |
| Venezuela — National-Report                           | 29              |

| País — Tabela musical (2017)                          | Posição |
| ----------------------------------------------------- | ------- |
| Austrália — ARIA Top 100 Singles Chart                | 13      |
| Áustria — Ö3 Austria Top 40 Singles                   | 30      |
| Bélgica (Flandres) — Ultratop 50 Singles              | 57      |
| Bélgica (Flandres) — Ultratop 50 Singles              | 91      |
| Canadá — Hot 100 (Billboard)                          | 10      |
| Dinamarca — Singles Top-40 (Hitlisten)                | 8       |
| Alemanha — Top 100 Singles (GfK Entertainment Charts) | 40      |
| Hungria — Single Top 40 (MAHASZ)                      | 97      |
| Hungria — Stream Top 40 (MAHASZ)                      | 30      |
| Itália — Top Singoli (FIMI)                           | 61      |
| Países Baixos — Single Top 100                        | 21      |
| Nova Zelândia — Top 40 Singles Chart (RMNZ)           | 7       |
| Suécia — Singles Top 100 (Sverigetopplistan)          | 17      |
| Suíça — Singles Top 75 (Schweizer Hitparade)          | 57      |
| Reino Unido — Singles Chart (OCC)                     | 12      |
| Estados Unidos — Billboard Hot 100                    | 12      |
| Estados Unidos — Hot R&B/Hip-Hop Songs (Billboard)    | 3       |

| Região — Associação (Vendas)      | Certificação |
| --------------------------------- | ------------ |
| Austrália — ARIA (350 000)        | 5× Platina   |
| Áustria — FIIF (30 000)           | Platina      |
| Bélgica — BEA (30 000)            | Platina      |
| Canadá — Music Canada (400 000)   | 5× Platina   |
| Dinamarca — FIIF (90 000)         | Platina      |
| França — SNEP (133 333)           | Platina      |
| Alemanha — BVMI (400 000)         | Platina      |
| Irlanda — IRMA (37 500)           | 5× Ouro      |
| Itália — FIMI (10 000)            | 2× Platina   |
| Nova Zelândia — RMNZ (30 000)     | Platina      |
| Polónia — ZIPAV (10 000)          | Ouro         |
| Coreia do Sul — Gaon (236 117)    | —            |
| Espanha — PROMUSICAE (40 000)     | Platina      |
| Suécia — FIIF (160 000)           | 4× Platina   |
| Suíça — FIIF (40 000)             | 2× Platina   |
| Reino Unido — BPI (600 000)       | Platina      |
| Estados Unidos — RIAA (7 000 000) | 7× Platina   |